# Zastava M77
O Zastava M77 é um fuzil de batalha e metralhadora leve 7,62x51mm desenvolvido e fabricado pela Zastava Arms. É um fuzil padrão Kalashnikov baseado no Zastava M70. Embora as primeiras versões do M77 tivessem um receptáculo fresado, as variantes posteriores foram construídas com os receptáculos de RPK estampados de 1,5 mm da Iugoslávia padrão. As variantes estampadas também contariam com sistema de gás ajustável para auxiliar no uso de supressores. Na variante da metralhadora, o M77 possui um bipé dobrável e aletas de resfriamento no cano para permitir sequências de fogo mais longas.

## Importações para os Estados Unidos
Entre 2014 e 2015, uma variante semiautomática deste fuzil foi importada para os Estados Unidos como M77PS. Esta variante tinha uma coronha de polímero com buraco para o polegar e um carregador de 10 cartuchos para cumprir as restrições de importação dos EUA. Em 2022, a Zastava Arms USA mais uma vez começou a importar uma variante do M77 para o mercado dos EUA, desta vez com coronha fixa padrão e carregador de 20 cartuchos.